# Maclear (cratère)
Pour les articles homonymes, voir Cratères lunaires et Maclear.

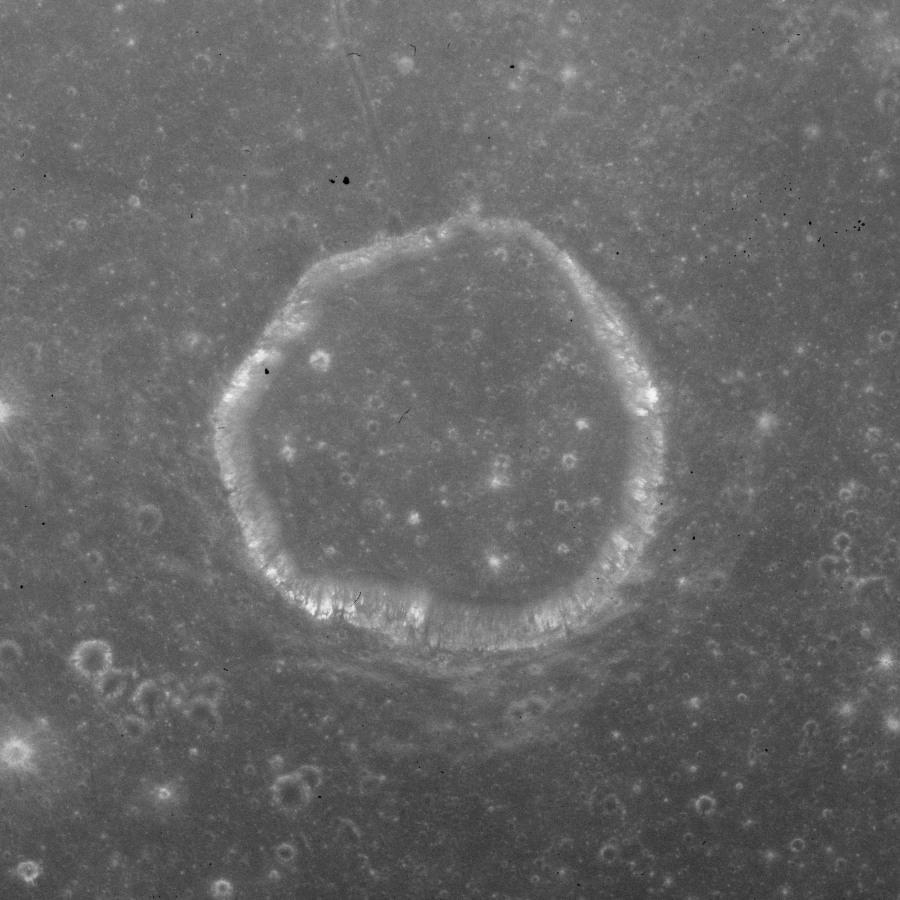
Image Apollo 15

Maclear est un cratère inondé de lave situé au nord-ouest de Mare Tranquillitatis, dans la moitié Est de la lune. Le cratère est situé à plus de 35 km au sud-ouest du cratère Ross qui est légèrement plus grand. À environ 75 km au sud-ouest de Maclear se trouve Sosigenes, alors qu’au sud-sud-est se trouve Arago .
Son diamètre est de 20 km de long et environ 600 m de profondeur. La région couvre plus de 300 km2 et le périmètre entre 60 et 65 km.
La plus grande partie de son intérieur étant submergée par des dépôts de lave basaltique, il ne reste que ce bord d'un cratère étroit qui dépasse au-dessus de Mare Tranquillitatis. Le contour n'est pas tout à fait circulaire et présente un renflement extérieur plat le long du côté ouest. Mais le contour a une largeur relativement uniforme et n’est pas érodée de manière significative.
Le bord du cratère se situe à l'extrémité sud d'une rainure appartenant à un système qui longe les limites occidentales de Mare Tranquillitatis. Le système de rainures au nord du cratère est appelé Rimae Maclear, tandis que les rainures au sud-sud-ouest sont nommées Rimae Sosigenes. Rimae Maclear s'étend sur environ 100 kilomètres et atteint Al-Bakri au nord, le long du bord de Mare Tranquillitatis.
Il porte le nom de Thomas Maclear, astronome à l'Observatoire Royal du Cap de Bonne-Espérance (Le Cap, Afrique du Sud), de 1833 à 1870.

## Cratères satellites
Par convention, ces caractéristiques sont identifiées sur les cartes lunaires en plaçant la lettre du côté du point central du cratère le plus proche de Maclear.
| Maclear | Latitude | Longitude | Diamètre |
| ------- | -------- | --------- | -------- |
| A       | 11,3° N  | 18,0° E   | 5 km     |